# قزل خان
قِزِلْ خان بكسر القاف والزاي وسكون اللام، وتعني بالتركية الخان الأحمر، ويسمى أيضاً خان الشريمية وهو خان أثري قديم يقع شمال بيجي في منطقة السحل ويبعد 4 كم عن مركز بيجي، في وسط المسافة بين مركزها وبين تل العجاجي الأثري. يرجع بعض المؤرخين هذا الخان إلى العهد العثماني، ويعدون انه أقيم مخفراً لحماية الطريق، ويمثل موقعاً او حصناً عسكرياً والذي تسمى باسم المنطقة التي يقع فيها والمأخوذ اسمها من شرم نهر دجلة لضفتها اي اختراقه لها،وتعرف رسمياً بالفتحة. واطلق عليه الخان الأحمر، لأنه مبني كله بالآجر الأحمر. وعده عبد الله السويدي مرحلة من مراحل طريقه إلى الحج، خلال رحلته إلى مكة سنة (1157 ه‍/1744 م)، وعين موقعه بعد تكريت بمرحلة وقبل القيارة بثلاث مراحل للمتجه نحو الموصل، حيث ذكر مراحل رحلته كالآتي: (تكريت، وادي الفَرَس، قزل خان، الغرابي، البلاليق، الخانوقة، القيارة، المصايد، حمام علي، الموصل). ويقول: ان أهل هذا الخان قد رحلوا منه لفساد الأعراب وعتوهم، ولهم نسل في بغداد في مشهد الإمام أبي حنيفة يقال لهم القزلخانية والغالب عليهم الشقرة.  وجاء في كتاب عشائر العراق : القراغول: منهم من يعدهم من عشيرة العبيد يقال لهم الحمران. ولعل القزلخانية هم الحمران. وورد ذكر هذا الخان في أحداث هجوم الفرس على بغداد 1032 ه‍، حينها ارسل أحمد باشا ميرميران الموصل كور حسين باشا الجركسي وهو من الشجعان المعروفين في جمع، فكبسه القزلباشية على الطريق، فدخل حسين باشا قزل خان، وتحصَّن فيه، وقاتل القزلباشية عدة أيام، حتى خدعه قرجغاي فخرج بالأمان، فخرج بعهد وأمان الشاه . لكن القزلباش لا يلتزمون بالأمان فيقتلونه أمام أعين الشاه.فغدر به وقتله مع جميع اتباعه، وأرسل رؤوسهم إلى شاه عباس الصفوي الذي دخل بغداد سنة 1033 ه‍، وقتل أهلها. ويذكر المؤرخ عباس العزاوي ان حسين باشا حينما أراد الذهاب إلى بغداد ظهر أمامه قارجغاي خان ومعه بضعة آلاف جندي فتحارب معه في مكان بعيد عن الشط يقال له (قزل خان). وهو خان لا سقف له فحاصر حسين باشا هناك مدة، بقي خلالها بلا مهمات ولا لوازم وعتاد، وحينئذ أرسل إليه قارجغاي خان من يفاوضه في الصلح مبيناً أن غرضه إنهاء الصلح مع الحكومة العثمانية وقد بعثني الشاه للمفاوضة في أمر الصلح. وأمثال هذه الحيلة تمكن من إغوائه فخرج إليه من حصاره. وهذا القائد لم يراع تعاليم الشاه فلم يؤمن الباشا وقتله في الحال، كما أنه قتل أكثر جنوده ولم يبق إلا القليل وهؤلاء أرسلهم إلى الشاه أحياء.وجاء ذكر هذا الموقع في المصادر الفرنسية باسم (الخان الأحمر le Caravansérail rouge). وقد ذكر الرحالة الفرنسي جان دي تيفنو الذي زار الموصل وبغداد على ظهر (كلك) سنة 1664 م، أنه كان يرى الأسود بإعداد كبيرة، وأنه في منطقة (قزل خان) كان يوجد أسد له شهرة واسعة بين سكان المنطقة يسمى (أسد قزل خان The Lion of kizil Han)، وانه كبير بحجم الحمار وله قوة خارقة وهو لا يفتأ يأخذ رجل من كل قافلة تحط رحالها هناك.و(قزل خان) يقع بالقرب من مخفر نقطة الشريمية،وبعد خان الخرنينة الذي شيده الخليفة المستنصر بالله العباسي الواقع بين تكريت والبلاليق.